# Spartak Noguinsk
Maillots
Le Spartak Noguinsk ou WBC Spartak Noginsk, anciennement Spartak Moscou (à distinguer du Spartak région de Moscou) (russe : Спартак (женский баскетбольный клуб, Ногинск)) est un club féminin russe de basket-ball  évoluant dans la ville de Noguinsk et participant au Championnat de Russie de basket-ball féminin.

## Historique
Le club est fondé en 1949 à la période soviétique. Sous l'appellation Spartak Moscou, il connaît sa période de gloire de 1977 à 1982, remportant une fois le championnat et trois fois la Coupe Ronchetti (et étant finaliste en 1983). Il est sept fois finaliste entre 1968 et 1982 derrière le Daugava Riga.
Après la chute de l'URSS, le club est relocalisé de Moscou à Podolsk devenant le Concern Podolsk. En 1997, il s'installe à Noguinsk devenant Spartak Noguinsk. Il dispute à plusieurs reprises l'Eurocoupe.

## Palmarès
- Coupe Ronchetti
  - 1977, 1981, 1982
- Championnat de Russie de basket-ball féminin
  - 1978

## Effectif 2012-2013
| Numéro | Nom                   | Née le            | Taille | Nationalité | Poste   |
| 4      | Natasa Popovic        | 1982              | 1,94 m | Monténégro  | Pivot   |
| 5      | Tatiana Sergeeva      | 11 octobre 1982   | 1,95 m | Russie      | Pivot   |
| 6      | Ekaterina Chistyakova | 1989              | 1,84 m | Russie      | Ailière |
| 7      | Tatiana Zhiobakas     | 1983              | 1,74 m | Russie      | Arrière |
| 9      | Zhanna Milanovich     | 16 janvier 1974   | 1,76 m | Russie      | Arrière |
| 11     | Anna Tolikova         | 1986              | 1,90 m | Russie      | Pivot   |
| 12     | Marina Ivanova        | 21 septembre 1986 | 1,81 m | Russie      | Ailière |
| 13     | Mariya Bykovskaya     | 1983              | 1,80 m | Russie      | Arrière |
| 14     | Raisa Lenshina        | 1989              | 1,80 m | Russie      | Arrière |
| 15     | Oksana Gorshechnikova | 1984              | 1,71 m | Russie      | Arrière |
| 22     | Jasmina Bigovic       | 1979              | 1,74 m | Monténégro  | Arrière |

Entraîneur : Sergey Erofeev
Assistants : Nelli Feriabnikova, Tatiana Luchkina, Aleksey Ryschenkov

## Effectif 2011-2012
| Numéro | Nom                | Née le             | Taille | Nationalité | Poste   |
|        | Olga Bogdanova     | 13 mars 1991       | 1,72 m | Russie      | Arrière |
|        | Varvara Vatutina   | 26 juin 1986       | 1,92 m | Russie      | Pivot   |
|        | Yulia Tokareva     | <15 mars 1978      | 1,83 m | Russie      | Ailière |
| 4      | Varvara Psareva    | 1er octobre 1985   | 1,92 m | Russie      | Ailière |
| 5      | Tatiana Sergeeva   | 11 octobre 1982    | 1,95 m | Russie      | Pivot   |
| 6      | Snezana Aleksić    | 14 janvier 1989    | 1,73 m | Monténégro  | Arrière |
|        | Zhanna Milanovich  | 16 janvier 1974    | 1,76 m | Russie      | Arrière |
| 8      | Tatiana Abrikosova | 28 mai 1989        | 1,79 m | Russie      | Arrière |
| 10     | Yulia Khodzhayan   | 16 septembre 1984  | 1,72 m | Russie      | Arrière |
| 12     | Marina Ivanova     | 21 septembre 1986  | 1,81 m | Russie      | Ailière |
| 15     | Maria Shamanina    | 24 janvier 1980    | 1,95 m | Russie      | Pivot   |
| 22     | Lidia Pupko        | 9 novembre 1986    | 1,90 m | Russie      | Ailière |
| 24     | Dina Ulyanova      | 1er septembre 1989 | 1,85 m | Azerbaïdjan | Ailière |

Entraîneur : Sergey Erofeev

## Effectif 2010-2011
| Numéro | Nom                 | Née le            | Taille | Nationalité | Poste   |
|        | Elena Astakhova     | 6 mai 1982        | 1,76 m | Russie      | Arrière |
|        | Svetlana Khusainova | 18 décembre 1975  | 1,90 m | Russie      | Pivot   |
|        | Svetlana Romanova   | 14 octobre 1981   | 1,78 m | Russie      | Arrière |
| 5      | Tatiana Sergeeva    | 1982              | 1,95 m | Russie      | Pivot   |
| 6      | Nelli Nevzorova     | 21 mai 1970       | 1,90 m | Russie      | Pivot   |
| 7      | Varvara Vatutina    | 26 juin 1986      | 1,92 m | Russie      | Pivot   |
| 9      | Zhanna Milanovich   | 16 janvier 1974   | 1,76 m | Russie      | Arrière |
| 10     | Yulia Khodzhayan    | 16 septembre 1984 | 1,72 m | Russie      | Arrière |
| 11     | Yulia Tokareva      | 15 mars 1978      | 1,83 m | Russie      | Ailière |
| 12     | Marina Ivanova      | 21 septembre 1986 | 1,81 m | Russie      | Ailière |
| 13     | Olga Speranskaya    | 4 mai 1978        | 1,85 m | Russie      | Ailière |
| 22     | Anna Sokolova       | 31 juillet 1987   | 1,85 m | Russie      | Ailière |
| 14     | Viktoriya Shagan    | 6 août 1979       | 1,78 m | Russie      | Arrière |
| 14     | Marina Antipova     | 21 décembre 1981  | 1,90 m | Russie      | Pivot   |

## Référence
1. ↑  « SPARTAK M.O. NOGINSK », FIBA Europe (consulté le 6 janvier 2013)
2. 1 2  Seuls les principaux titres en compétitions officielles sont indiqués ici.
3. 1 2  « Profile », FIBA (consulté le 6 janvier 2013)
4. ↑  « Roster », Eurobasket.com (consulté le 6 janvier 2013)
5. ↑  « Roster », FIBA Europe (consulté le 6 janvier 2013)